# إرميوني
إرميوني (Ερμιόνη) هي مدينة في أرغوليس في مقاطعة كينتريكي إلادا في اليونان.
يبلغ عدد سكانها حوالي 2673 نسمة.